# Nord bei Nordwest – Ein Killer und ein Halber
Nord bei Nordwest – Ein Killer und ein Halber ist ein deutscher Fernsehfilm aus dem Jahr 2020. Es handelt sich um die zehnte Folge der ARD-Kriminalfilmreihe Nord bei Nordwest mit Hinnerk Schönemann und Henny Reents in den Hauptrollen. Regie führte Nina Wolfrum nach einem Drehbuch von Niels Holle.

## Handlung
Dorfpolizistin Lona Vogt ist aus dem Koma erwacht und nimmt wieder ihren Dienst auf. Sie muss sich ihr Revier jetzt allerdings mit dem Tierarzt und Teilzeit-Polizisten Hauke Jacobs teilen, dessen Fürsorge ihr bald auf die Nerven geht. Ehe sie mit ihm darüber sprechen kann, wird eine Leiche in einem Streusalzkasten entdeckt. Während die beiden in diesem Mordfall zu ermitteln beginnen, kehrt der verdeckte Ermittler Timo Karstensen nach Schwanitz zurück und offenbart Tierarzthelferin Jule Christiansen, dass er sie auf Haukes Wunsch angelogen hatte. Timo hatte ihr nämlich nach einer gemeinsam verbrachten Nacht erzählt, dass er bereits verheiratet sei, damit er seiner Arbeit als verdeckter Ermittler in der Mafia nachgehen konnte, ohne sie in Gefahr zu bringen. Als Hauke erfährt, dass Timo wieder nach Schwanitz gekommen ist, ist er entsetzt. Er kann ihn allerdings nicht davon überzeugen abzureisen. Stattdessen verbringt Timo erneut eine Nacht mit Jule. 
Inzwischen konnten Hauke und Lona dank einer Operationsnarbe am Fuß die Identität des Ermordeten im Streusalzkasten ermitteln. Sie finden heraus, dass der Tote zur Schwanitzer Dorschwoche wollte und dass höchstwahrscheinlich ein von der Mafia engagierter Profikiller seine Identität angenommen hat. So schnell sie können fahren sie zurück und versuchen, Timo noch rechtzeitig vor ihm zu warnen – doch sie kommen zu spät: Der Killer hat Timo bereits getötet. Im letzten Moment können sie aber Jule Christiansen retten. Während Hauke Jacobs bei ihr bleibt, versucht Lona Vogt den Killer aufzuhalten. Da sie seit ihrem Unfall jedoch an einer posttraumatischen Belastungsstörung leidet, schafft sie das nicht. Der Killer kann mithilfe des Bestatterlehrlings Matti Zeiler entkommen.
Nachdem Hauke Jacobs und Lona Vogt das Versteck des Killers ausfindig gemacht haben, kommt es in der Wohnung von Matti Zeiler zu einem dramatischen Finale, in dem erneut das Leben der Tierarzthelferin Jule Christiansen in Gefahr gerät. Schließlich schaffen es Hauke Jacobs und Lona Vogt, den Killer draußen zu stellen. Doch nicht sie schalten ihn aus, sondern Bestatterlehrling Matti Zeiler, der sich damit einen lang gehegten Wunsch erfüllt: einmal einen Menschen umzubringen.
Die Ereignisse haben zur Folge, dass sich Lona Vogt zum ersten Mal wieder ihren Erinnerungen stellt. Und ihr dadurch auch wieder der Kuss einfällt, den Hauke und sie sich vor ihrer Verletzung gegeben haben. Erleichtert küssen die beiden sich ein weiteres Mal.

## Hintergrund
Nord bei Nordwest – Ein Killer und ein Halber wurde vom 22. Oktober bis zum 24. November 2018 in Travemünde mitsamt der Halbinsel Priwall, auf der Insel Fehmarn sowie in Hamburg und Umgebung gedreht.

## Rezeption

### Einschaltquote
Die Erstausstrahlung von Nord bei Nordwest – Ein Killer und ein Halber am 30. Januar 2020 im Ersten erreichte 6,98 Millionen Zuschauer und damit einen Marktanteil von 22,4 Prozent.

### Kritik
Rainer Tittelbach von tittelbach.tv meint: „So harmlos wie die norddeutsche Ostseelandschaft vermuten lässt, war ‚Nord bei Nordwest‘ ja noch nie, aber in den neuen drei Episoden, ganz besonders in dieser von Niels Holle geschriebenen, geht es ans Eingemachte. (…) Das alles zielt deutlicher in Richtung des Coen-Brüder-verdächtigen Grimme-Preis-gekrönten ‚Mörder auf Amrum‘. Der Nervenkitzel ist indes noch größer, da die Gefahr wegen der Reduktion des Personals greifbarer und die bedrohten Figuren – nicht zuletzt durch den Reihen-Charakter – dem Zuschauer sehr viel näher sind.“
Tilmann P. Gangloff schreibt auf evangelisch.de: „Die zweite Filmhälfte könnte für Menschen, die an Nord bei Nordwest vor allem die Gelassenheit schätzen, fast zu spannend werden. (…) Davon abgesehen erfreut Holles Drehbuch durch amüsante Beiläufigkeiten und schrullige Nebenfiguren, etwa einen Fußchirurgen, der sich als "pedophil" bezeichnet und Patienten nicht anhand ihrer Gesichter, sondern ihrer Füße wiedererkennt. Ähnlich erheiternd ist der berufliche Sarkasmus der Bestatter ("S-Kurve oder Altenheim?"), die in diesem Film noch ziemlich viel Arbeit bekommen.“